# Улашківський деканат УГКЦ
Улашківський деканат (протопресвітеріат) Бучацької єпархії УГКЦ — релігійна структура УГКЦ, що діє на території Тернопільської області України.

## Декани
Декан (протопресвітер) Улашківський — о. Дмитро Подоба.

## Парафії деканату
| Парафії                                  | Населені пункти    |
| ---------------------------------------- | ------------------ |
| Покрови Пресвятої Богородиці             | с. Антонів         |
| Покрови Пресвятої Богородиці             | с. Базар           |
| Успіння святої Анни                      | с. Джурин          |
| Пресвятої Тройці                         | с. Заболотівка     |
| Різдва Пресвятої Діви Марії              | с. Звиняч          |
| Перенесення мощей святого Миколая        | с. Капустинці      |
| Введення в храм Пресвятої Богородиці     | с. Косів           |
| Святого Воскресіння Христового           | с. Милівці         |
| Святої преподобної Параскеви Терновської | с. Мухавка         |
| Успіння Пресвятої Богородиці             | с. Нагірянка       |
| Святого Миколая                          | с. Полівці         |
| Перенесення мощей святого отця Миколая   | с. Росохач         |
| Перенесення мощей святого Миколая        | с. Свидова         |
| Воздвиження Чесного Хреста Господнього   | с. Скомороше       |
| Покрови Пресвятої Богородиці             | с. Сосулівка       |
| Введення в храм Пресвятої Діви Марії     | с. Стара Ягільниця |
| Собору Пресвятої Богородиці              | с. Улашківці       |
| Успіння Пресвятої Богородиці             | с. Черкавщина      |
| Святого архістратига Михаїла             | с. Шульганівка     |
| Вознесіння Ісуса Христа                  | с. Ягільниця       |